# Pseudopanthera albicans
Pseudopanthera albicans är en fjärilsart som beskrevs av Charles Oberthür 1912. Pseudopanthera albicans ingår i släktet Pseudopanthera och familjen mätare. Inga underarter finns listade.